# Alberto Manfredi
Alberto Manfredi (Reggio Emilia, 26 de febrero de 1930 - Reggio Emilia, 14 de febrero de 2001) fue un pintor y grabador italiano. Uno de los protagonistas de la pintura figurativa de la segunda mitad del siglo XX, Manfredi se dedicó a las técnicas del grabado, materia que enseñó en las Accademias de Bellas Artes de Lecce y Florencia, y después se dedicó a los libros de artista.

## Biografía

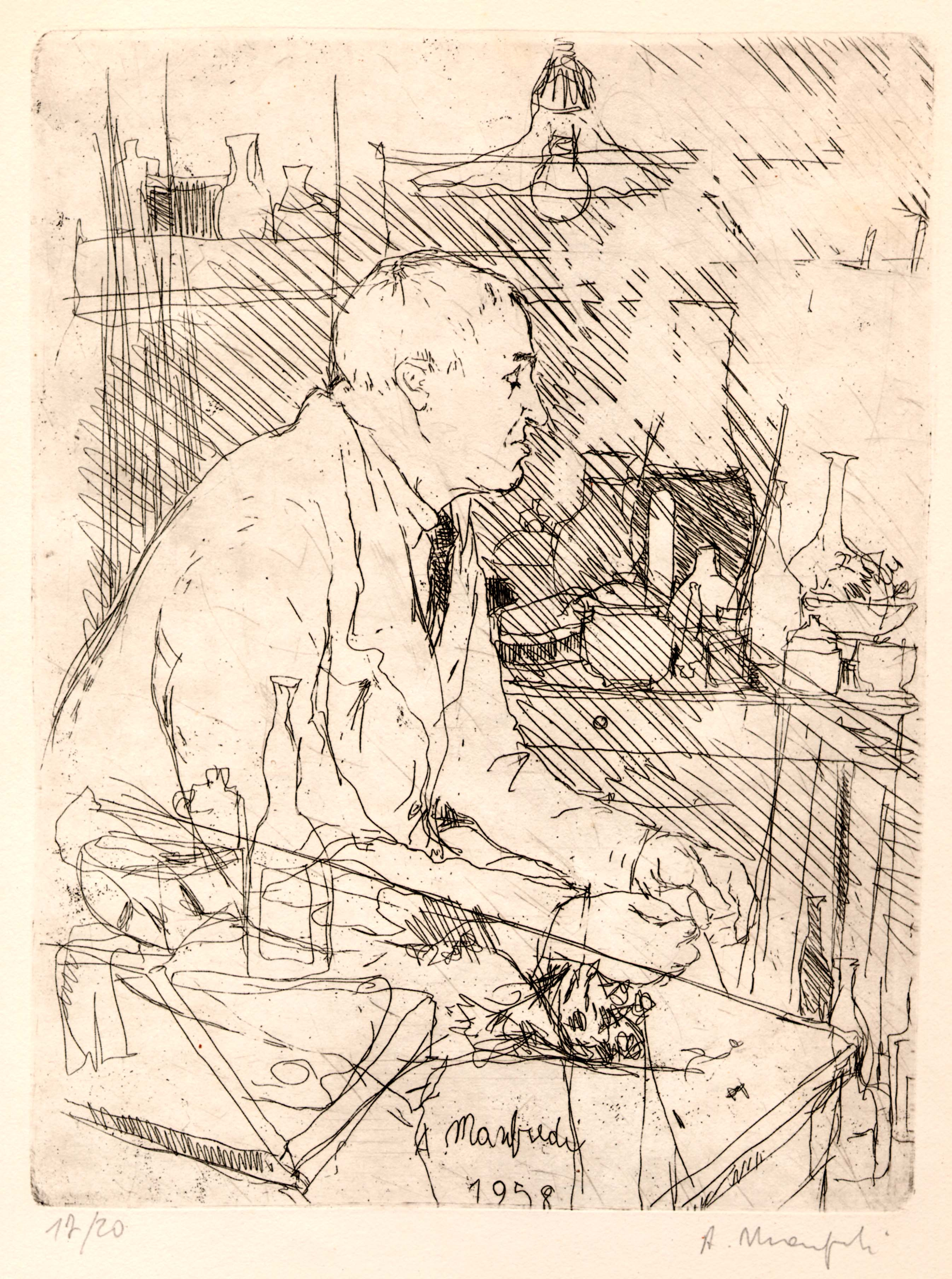
Retrato de Morandi, 1958, Aguafuerte

Alberto Manfredi nació en Reggio Emilia el 26 de febrero de 1930. En 1943, tras el bombardeo de Reggio, se trasladó con su familia a Scandiano, donde cursó octavo curso en Ventoso, donde era profesor el escritor siciliano Gesualdo Bufalino. En 1945, organizó su primera exposición personal de pintura en la sala de arte E.VAV de Reggio Emilia. En 1949, se graduó en el instituto Ariosto de Reggio y se matriculó en la Universidad de Bolonia, en la Facultad de Letras, donde asistió a los cursos de historia del arte de Rodolfo Pallucchini. Su dibujo «L'amata al balcone» le valió un premio en 1951 en la 3ª Exposición Nacional de Dibujo y Grabado Modernos de Reggio Emilia. En 1952 viajó a Roma, donde conoció a Mino Maccari, gracias al cual, durante sus años universitarios en Bolonia, asistió a la casa de Giorgio Morandi y realizó sus primeros grabados con matrices de cartón de edición limitada.
En 1954 se licenció en literatura moderna en la Universidad de Bolonia, bajo la dirección de Rodolfo Pallucchini, con una tesis sobre los grabados de Mino Maccari, de quien fue asistente en 1955 en la Academia de Bellas Artes de. Carlo Ludovico Ragghianti le incluyó en la exposición que organizó en Prato, «Sessanta maestri del prossimo trentennio». Ese mismo año obtuvo una beca del gobierno francés que le permitió permanecer unos meses en París.
En 1956, Mino Maccari presentó a Alberto Manfredi en el catálogo de la exposición de la Galleria la Strozzina de Florencia con motivo de la exposición personal que se le dedicó. Invitado por Attilio Bertolucci, colabora en las ilustraciones de la revista Il Gatto Selvatico. En 1957, colaboró en varias ediciones de Luigi Veronell,i entre ellas la del Marqués de Sade que valió al artista y al editor un juicio por obscenidad que ganó en apelación gracias al testimonio de Maccari, Valsecchi, Argan, Pallucchini y otros. Leo Longanesi le invitó a colaborar en las ilustraciones de Il Borghese. Entabló amistad con el pintor y grabador brasileño Darel Valença Lins, que permaneció en Italia en los años 1957-1960.
En 1958 dejó su trabajo como ayudante de Maccari en Roma y se trasladó a Milán, a la imprenta de Piero Fornasetti, para crear una serie de paneles sobre el tema de los cafés históricos italianos. De ese año data el grabado «Ritratto di Morandi», cuya tirada se limitó a veinte ejemplares y fue aprobada por el propio Morandi. El original de uno de sus grabados, «Ballerina col seno nudo», figura en la revista de Urbino «Valbona». Leonardo Sciascia se refiere a este grabado veinte años más tarde, en el segundo de los cuatro catálogos antológicos de sus grabados publicados por la Libreria Prandi. Realizó la serie de dibujos para Penny Wirton e sua madre, de Silvio D'Arzo, publicada en 1978 por Einaudi.
En 1962, fue nombrado profesor de técnicas de grabado en la Academia de Bellas Artes de Lecce, cargo que ocupó hasta 1967, cuando asumió el mismo puesto en la Academia de Bellas Artes de Florencia, cargo que ocupó hasta 1999. En 1973, colaboró como ilustrador con la revista «L'Espresso».
Con los años, se asoció con Sergio Manetti,  granja Montevertine en Radda in Chianti, creando las etiquetas para el viñedo Le Pergole Torte en 1983. En 1985, ganó el 1er premio de pintura en la «Ginestra d'Oro del Conero» en Numana - Ancona.
Algunos de sus libros ilustrados figuran en la exposición itinerante «The Artist and the Book in XXth Century in Italy» (1992), basada en la colección de Loriano Bertini y organizada por el Museum of modern Art de Nueva York.
En 1998, Alberto Manfredi donó un corpus de grabados calcográficos a la Biblioteca Panizzi de Reggio Emilia; esta donación está en el origen de la exposición «Nel segno di Manfredi».
Alberto Manfredi falleció en la noche del 13 al 14 de febrero de 2001.

## Exposiciones
1945 Reggio Emilia, Salón de Arte de la E. VAV, personal de pintura
1947 Reggio Emilia, Bienal Nacional de Blanco y Negro
1948 Rávena, IV Exposición Internacional de Arte Contemporáneo
1950 Cagliari, Gabinete de Grabados Anna Marongiu Pernis (“Incisori e disegnatori emiliani”)
1951 Reggio Emilia, III Salón Nacional de Dibujo y Grabado Moderno
1952 Florencia, Circolo degli Artisti 'La Torre', exposición personal de dibujos y grabados
1954 Florencia, Galería La Strozzina; Milán, Galleria Il Milione; XXVII Bienal de Venecia
1955 Prato, “Sessanta maestri del prossimo trentennio” (elegidos por Carlo Lodovico Ragghianti)
1956 Florencia, Galería La Strozzina
1958 Verona, Galería S. Luca
1959 Maalisku (Finlandia), exposición individual de treinta grabados; París, Musée d'Art Moderne, Première Biennale des jeunes Artistes; III Bienal de Varsovia; Venecia, Ópera Bevilacqua La Masa, III Bienal de grabado contemporáneo (fue premiado el grabado “Ritratto di Morandi”)
1960 Ferrara, Galería Il Bulino; Florencia, Galleria Al Girarrosto; Roma, Galería La Pirámide
1961 Cuadrienal de Arte de Roma; Oslo, Italiansk Kunst I Dag.
1962 Roma, Galleria La Pirámide; Milán, Galleria Il Milione;
1965 Milán, Galería Gian Ferrari
1967 Módena, Galería Forti Arte; Prato, Galería Metastasio
1969 Prato, Galería Metastasio
1971 Florencia, Galería Pananti; Parma, Galería Correggio
1972 Milán, Galería Nuovo Sagittario; Prato, Galería Metastasio
1973 Reggio Emilia, Librería Anticuaria Prandi
1974 Florencia, Galería Pananti; Siena, Galería Nuovo Aminta
1975 Reggio Emilia, Saletta Galaverni; Prato, Galería Metastasio
1976 Piacenza, Centro Cultural Artístico; Carrara, Academia de Bellas Artes
1979 Arezzo, Galería Piero della Francesca
1980 Prato, Galería Metastasio
1981 Bormio, Galería Il Capricorno
1982 Civitanova Marche, Galería Centofiorini
1985 Venecia, Galería Il Traghetto
1986 Cava dei Tirreni, Galería Il Portico
1987 Milán, Galería Il Mappamondo; Génova, Galería Laura Son;
1988 Asti, Librería Anticuaria Coenobium
1989 Estrasburgo, Edificio del Parlamento Europeo; París, Galería Renoir;
1990 París, Bouquinerie del Institut
1991 Milán, Galleria Il Mappamondo; Reggio Emilia, Cavallerizza (“Ilustrador Manfredi”, exposición de todos los libros ilustrados)
1992 Venecia, Salón de Septiembre, Galleria Il Mappamondo; Milán, 'Once maestros de hoy', Galleria Il Mappamondo; París, Bouquinerie de l'Institut (“Oeuvres sur papier”)
1993 Ferrara, Galleria Estense di Ferrara; Marina di Pietrasanta, Versiliana (comisariada por la Galleria Il Mappamondo)
1994 Florencia, Galería Santo Ficara
1998 Reggio Emilia, Biblioteca Panizzi (“Nel segno di Manfredi”, exposición de la donación de 121 grabados a la Biblioteca Panizzi)
2000 Reggio Emilia, Palazzo Magnani (ciento ochenta obras expuestas entre pinturas, acuarelas, grabados; Santa Croce sull'Arno, Villa Pacchiani (grabados, junto con Walter Piacesi)
2003 Reggio Emilia, Musei Civici (“Alberto Manfredi. Per un bestiario personale”, exposición de 176 acuarelas con temas animales)
2006 Milán, Civica Raccolta delle Stampe Achille Bertarelli (comisariada por la Asociación Amigos de Leonardo Sciascia)
2007 Montecchio Emilia, “Alberto Manfredi. Gli anni della formazione 1949-1960”
2009	Helsinki, Ateneum: “Maestri italiani del Novecento. La collezione Rolando e Siv PIeraccini”
2010	Grizzana Morandi, “Alberto Manfredi. L'opera incisa”
2017 Reggio Emilia, Palazzo da Mosto, “Alberto Manfredi. La collezione Giacomo Riva. Dipinti 1953-2000”
2019	Reggio Emilia, Palazzo da Mosto, “Alberto Manfredi. La donazione della collezione Giacomo e Annamaria Riva alla Fondazione Manodori”.